# Ньютонвилл
Ньютонвилл (англ. Newtonville) — деревня в пригороде Ньютона в штате Массачусетс, США. Трасса Массачусетс-Тернпайк разделяет деревню на две части. Уолнат-стрит — главная улица деревни, на которой находится несколько ресторанов, кафе, баров и супермаркетов. В деревне находится Северная школа Ньютона и железнодорожный вокзал пригородной железной дороги.